# Talsperre Alfaiates
Die Talsperre Alfaiates (portugiesisch Barragem de Alfaiates) liegt in der Region Mitte Portugals im Distrikt Guarda. Die Gemeinde Alfaiates befindet sich ungefähr ein Kilometer nordöstlich der Talsperre.
Mit dem Projekt zur Errichtung der Talsperre wurde im Jahre 1992 begonnen. Der Bau wurde 1999 fertiggestellt. Die Talsperre dient der Bewässerung. Sie ist im Besitz von Hidroprojecto.

## Absperrbauwerk
Das Absperrbauwerk ist ein Staudamm mit einer Höhe von 20 m über der Gründungssohle (16 m über dem Flussbett). Die Dammkrone liegt auf einer Höhe von 804 m über dem Meeresspiegel. Die Länge der Dammkrone beträgt 206 m und ihre Breite 6 m. Das Volumen des Staudamms umfasst 86.000 m³.
Der Staudamm verfügt sowohl über einen Grundablass als auch über eine Hochwasserentlastung. Über den Grundablass können maximal 1,2 m³/s abgeleitet werden, über die Hochwasserentlastung maximal 98,6 m³/s. Das Bemessungshochwasser liegt bei 106 m³/s; die Wahrscheinlichkeit für das Auftreten dieses Ereignisses wurde mit einmal in 1.000 Jahren bestimmt.

## Stausee
Beim normalen Stauziel von 801 m (maximal 802,5 m bei Hochwasser) erstreckt sich der Stausee über eine Fläche von rund 0,22 km² und fasst 0,854 Mio. m³ Wasser – davon können 0,65 Mio. m³ genutzt werden. Das minimale Stauziel liegt bei 795,5 m.